# Roeselia taurica
Roeselia taurica is een vlinder uit de familie van de visstaartjes (Nolidae). De wetenschappelijke naam van de soort is voor het eerst geldig gepubliceerd in 1935 door Daniel.